# مستنصر حسن
مستنصر حسن (بالإنجليزية: Mustansar Hassan) (ولد في 1 يونيو 1965) هو لاعب كريكت يمثل منتخب الكويت للكريكت.
شارك في بطولة كأس الاتحاد الآسيوي للكريكت 2006 بصفته قائد فريق الكويت. كما شارك في بطولات دولية متعددة في مختلف أنحاء آسيا.